# Much love
Much love es el primer trabajo discográfico de Shola Ama. Fue publicado el 1 de septiembre de 1997 conteniendo 12 canciones de las cuales 8 fueron coescritas por la cantante. Se lanzaron 6 sencillos aunque uno de estos 6 no fue sino una reedición, en concreto, You're the One I Love.  
El álbum alcanzó más de 1 000 000 de ventas en Reino Unido, llegando a obtener la certificación de álbum de platino. En ese mismo país el 13 de septiembre de 1997 entró en el número 6 en las listas de ventas. El 1 de septiembre de 1997 entraría en Francia en el puesto 25, alcanzando la posición número 21 durante dos semanas, siendo esta su mejor posición en el Top Francés. La salida del álbum en Francia se produjo en la posición número 67 el 2 de febrero de 1998.

## Canciones
| Much Love |                            |                                    |          |  |
| N.º       | Título                     | Escritor(es)                       | Duración |  |
| 1.        | «You're the One I Love»    | Bensusen, LaBelle                  | 4:14     |  |
| 2.        | «You Might Need Somebody»  | Bensusen, LaBelle                  | 3:57     |  |
| 3.        | «Much Love»                | O'Byrne, Snow                      | 4:51     |  |
| 4.        | «Who's Loving My Baby»     | Britt, Corante, Harris             | 4:39     |  |
| 5.        | «Celebrate»                | Ama, Kwaten, Marston, Powell, Webb | 4:32     |  |
| 6.        | «I Love Your Ways»         | Ama, Kwaten, Marston, Powell, Webb | 4:21     |  |
| 7.        | «We Got a Vibe»            | Bensusen, LaBelle                  | 4:05     |  |
| 8.        | «Summerlove»               | Ama, Kwaten, Marston, Powell, Webb | 4:46     |  |
| 9.        | «I don't know» (Interlude) | Ama, Kwaten, Marston, Powell, Webb | 1:49     |  |
| 10.       | «I Can Show You»           | Ama, Baker, Waller                 | 4:27     |  |
| 11.       | «All Mine»                 | Ama, Kwaten, Marston, Powell, Webb | 4:48     |  |
| 12.       | «One Love»                 | Ama, Kwaten, Marston, Powell, Webb | 5:27     |  |

## Sencillos
Del álbum se publicaron 6 sencillos, aunque uno fue una reedición del tema «You're the one I love». El tema «Celebrate» se publicó antes de salir a la venta el CD. Los sencillos fueron.
| Sencillo                  | Posición más alta | Mejor posición | Semanas en lista | Semanas en lista |
| ------------------------- | ----------------- | -------------- | ---------------- | ---------------- |
| «You might need somebody» | 4                 | 10             | 14               | 18               |
| «You're the one I love»   | 3                 | 81             | 8                | 2                |
| «Who's loving my baby»    | 13                | No             | 7                | No               |
| «Much love»               | 17                | No             | 3                | No               |

El primer sencillo publicado fue Celebrate pero fue antes de ser publicado el LP por lo que no llegó a las listas de ventas.

## Músicos incluidos en el libreto del CD
Shola Ama: voz y coros

Shaun LaBelle: programación, bajo y sintetizadores en 2,3,7.

David Barry: guitarra en 1,2,7.

Sue Ann Carwell

Dick Shopteau

Ed Baden Powell

Kwamw Kwaten

Steve Marston

Stephen Hussey

Kenny Wellington

Mr Rollins

Livio Harris Melvin Britt II

Tery Dexler

Cynthia Girty

Jorge Corante

Toby Baker

Paul Waller

Marcella French